# Дисереброиттербий
Дисереброиттербий — бинарное неорганическое соединение, интерметаллид
серебра и иттербия
с формулой YbAg2,
кристаллы.

## Получение
- Сплавление стехиометрических количеств чистых веществ:

{\displaystyle {\mathsf {2Ag+Yb\ {\xrightarrow {661^{o}C}}\ Ag_{2}Yb}}}

## Физические свойства
Дисереброиттербий образует кристаллы
ромбической сингонии, пространственная группа I mma, параметры ячейки a = 0,4667 нм, b = 0,7208 нм, c = 0,8181 нм, Z = 4,
структура типа димедьцерия CeCu2
.
Соединение конгруэнтно плавится при температуре 661 °C.